# シモーネ・シモンズ
シモーネ・シモンズ（Simone Johanna Maria Simons、1985年1月17日 - ）は、オランダのメゾ・ソプラノ歌手。シンフォニックメタル・バンド「エピカ」のリード・シンガー。

## 経歴
音楽に興味を持ち始めたのは10歳の頃。フルートや歌をそれぞれ1年習った後しばらくして音楽からは遠ざかっていたが、15歳の時にナイトウィッシュのアルバム『オーシャンボーン』に衝撃を受けてから声楽を学ぶようになる。
オランダのゴシックメタルバンド「アフター・フォーエヴァー」のファンで、その中心人物マーク・ヤンセンのガールフレンドでもあった。同バンド脱退後のヤンセンが始めたソロ・プロジェクト「Sahara Dust」から、ヘレナ・イレーン・ミカエルセンが脱退したのを機に代役として加入。2003年、新たにバンド名を「エピカ」と改名し、以後ボーカリストとして活動している。

## 人物

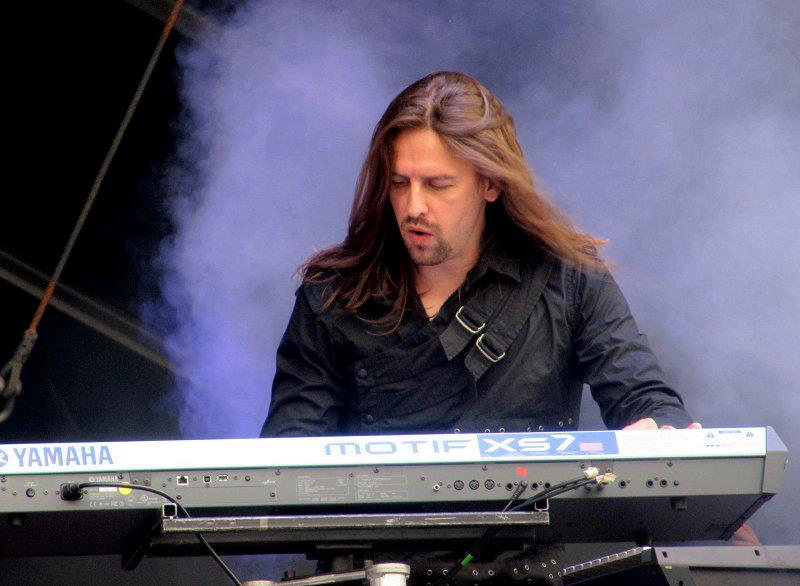
夫 オリバー・パロタイ

母国語のオランダ語以外に流暢な英語はもちろんのこと、ドイツ語(ドイツのメディアでのインタビューは全てドイツ語で応対)、フランス語、スペイン語などを流暢に話すマルチリンガル。
又、美しい容姿と幻想的な音楽性でありながら、非常に気さくな人柄（オフィシャルプロモ以外の写真撮影ではしばしば変顔で写真に収まり周りの人々を笑わせるというお茶目な一面を持つ）でファン、メディアに多くの支持者を有する。
私生活では、ドイツ人ミュージシャンのオリバー・パロタイ（キャメロット在籍）と2013年に結婚。子息ヴィンセント・パロタイを儲けている。

## ギャラリー

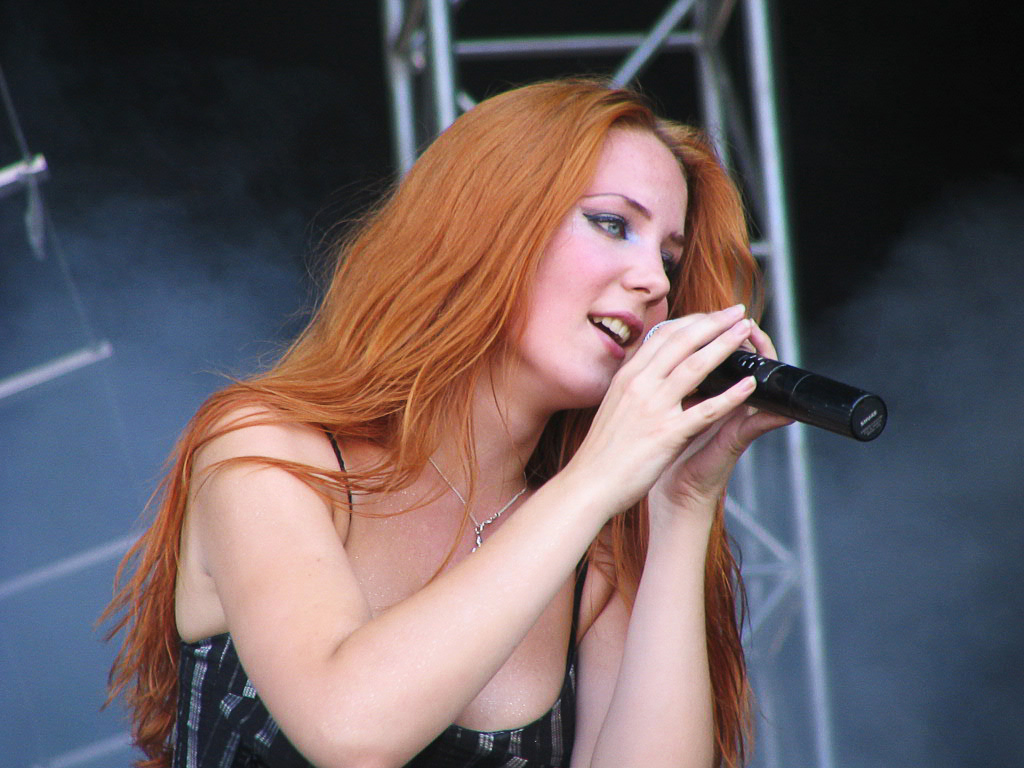
ドイツ・ヒルデスハイム公演 (2004年8月)
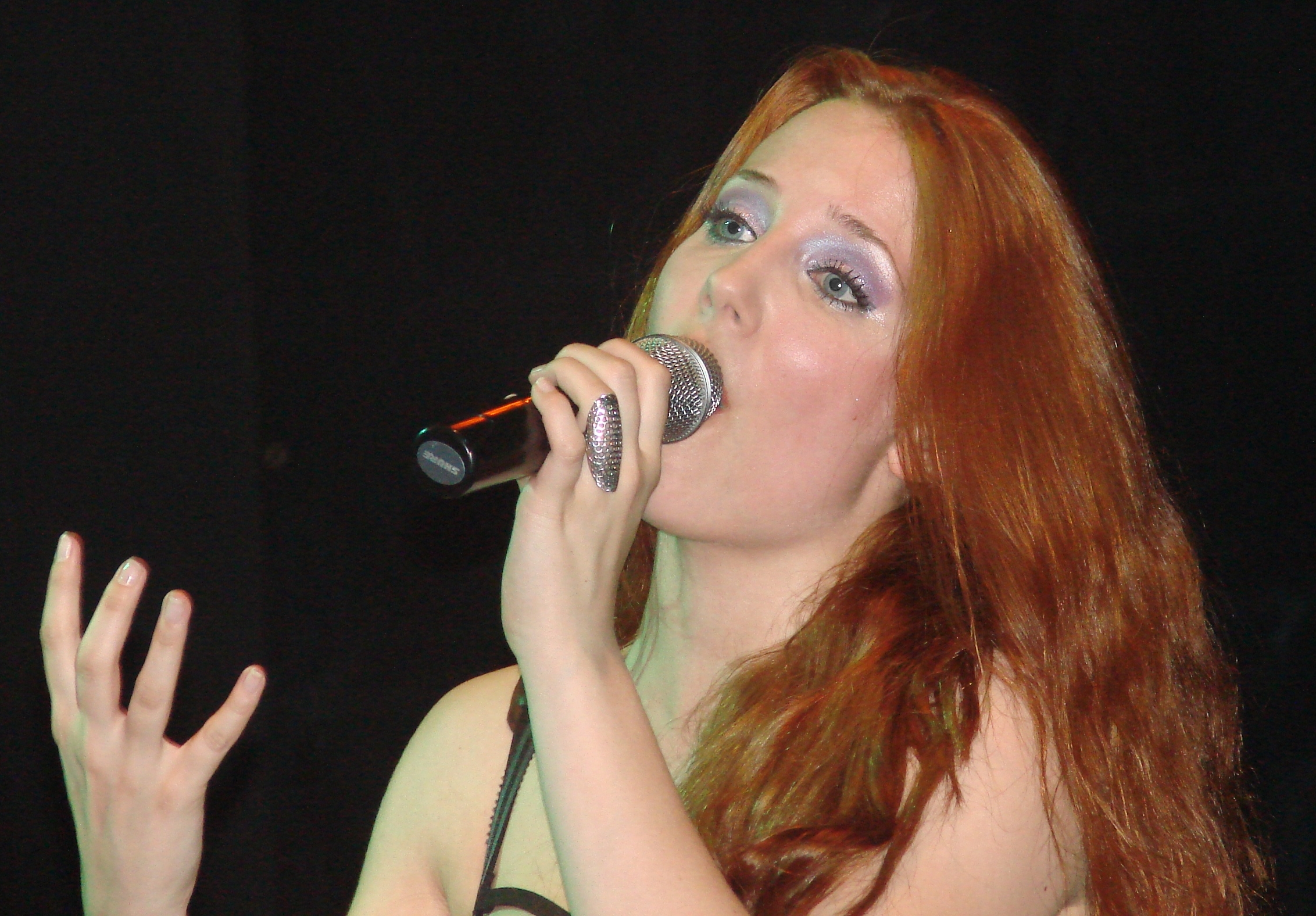
アルゼンチン・ブエノスアイレス公演 (2007年4月)
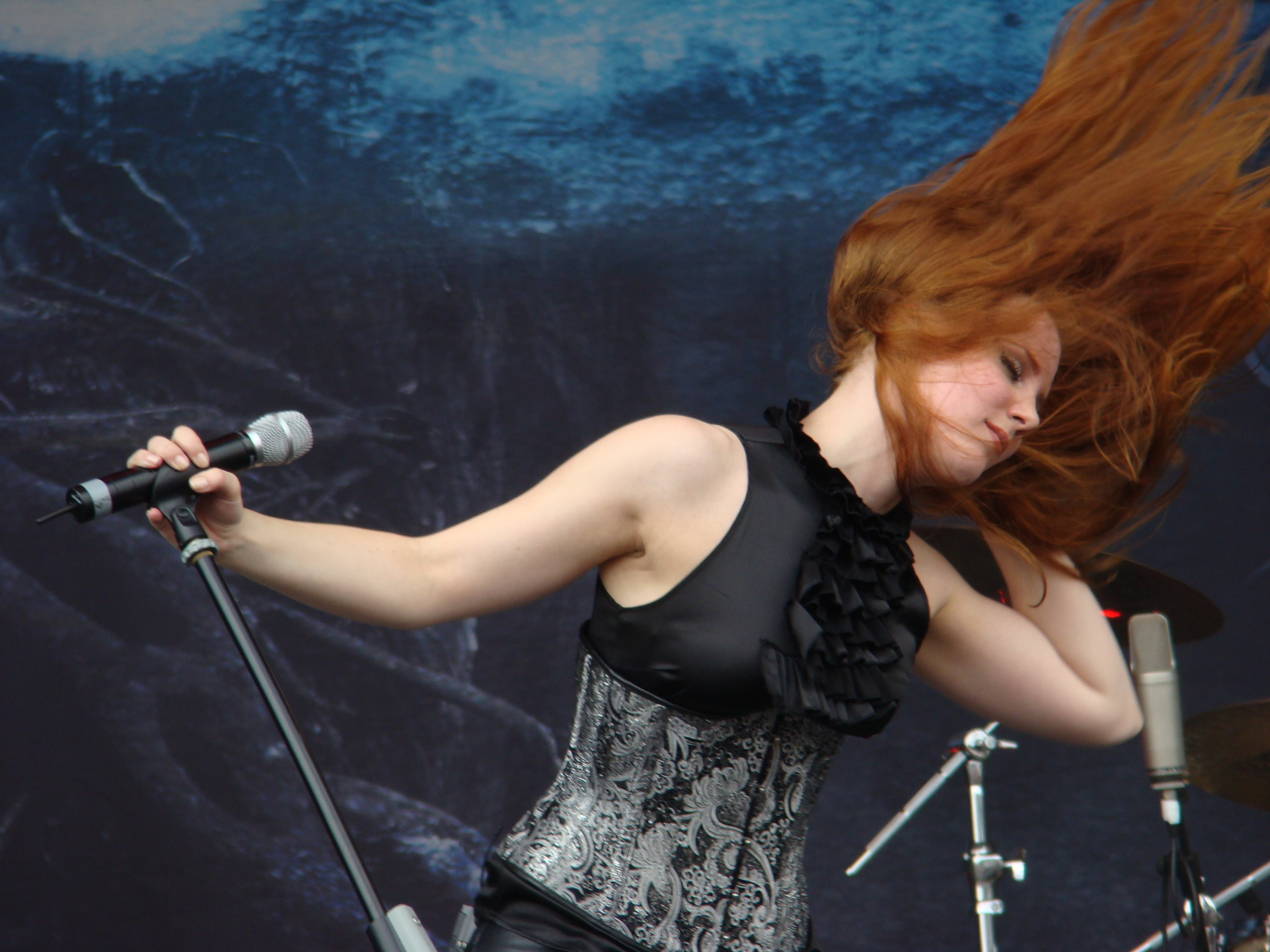
イタリア・モンツァ公演 (2009年6月)
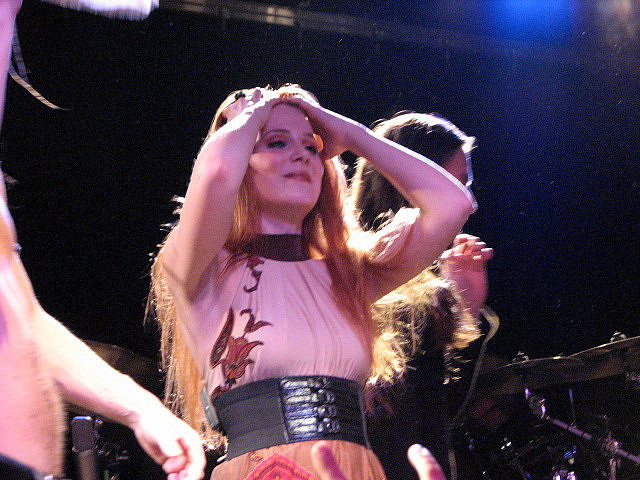
カナダ・エドモントン公演 (2010年2月)
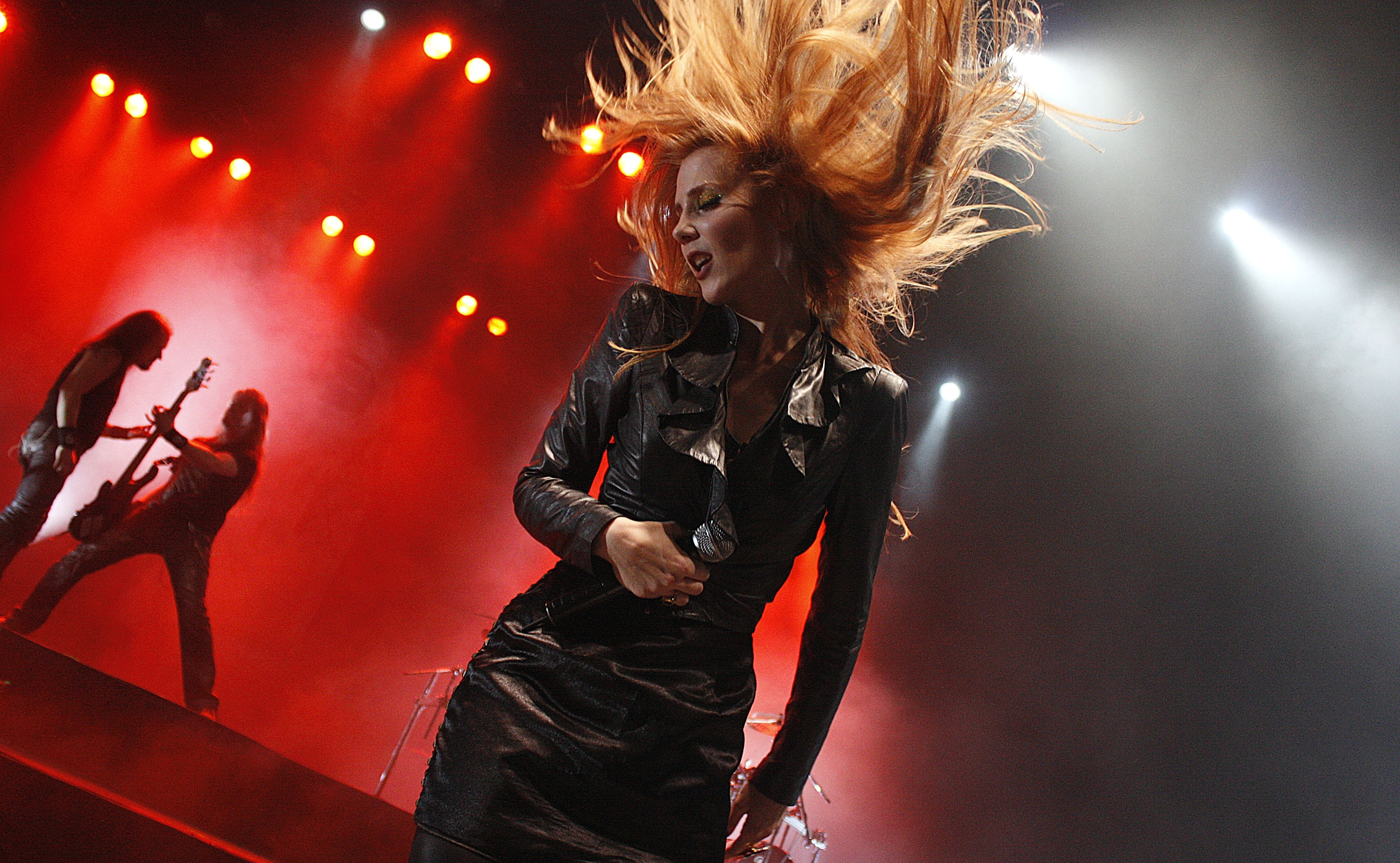
ブラジル・サンパウロ公演 (2012年9月)
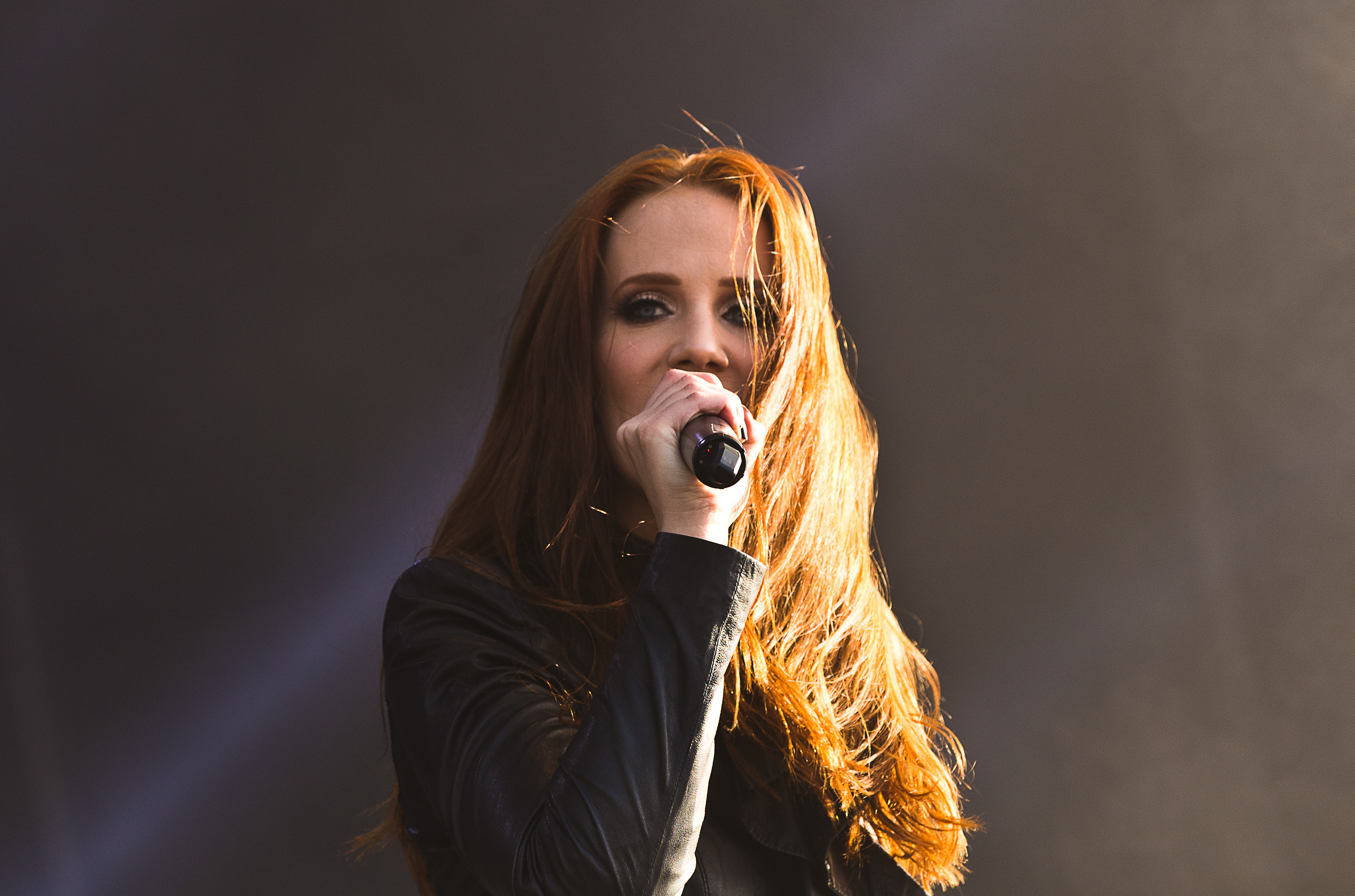
ドイツ・バレンシュテット公演 (2015年7月)
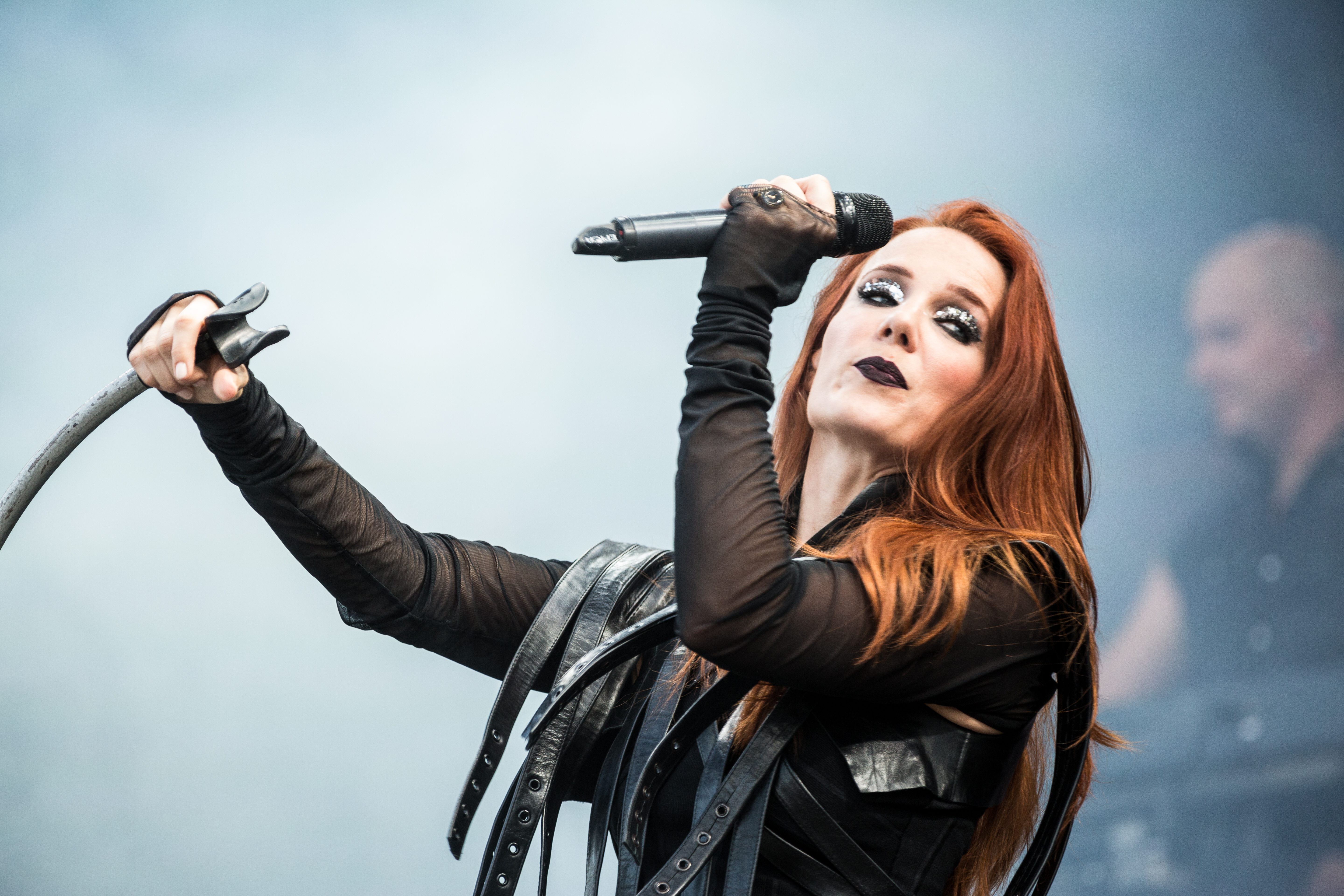
ドイツ・ディンケルスビュール公演 (2017年8月)
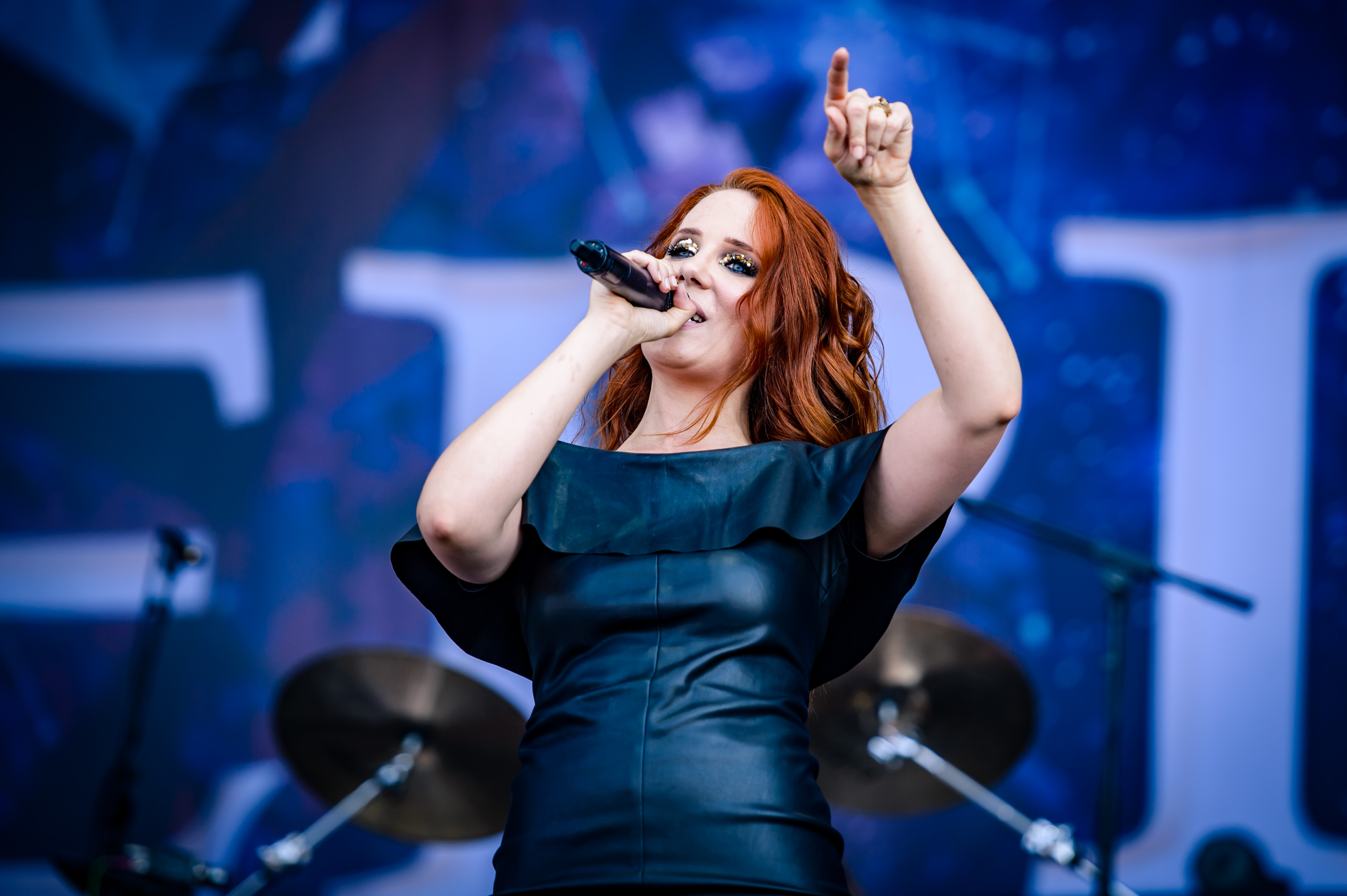
ドイツ・ヴァッケン公演 (2018年8月)

## ディスコグラフィ

### アルバム
エピカ名義
- ザ・ファントム・アゴニー - The Phantom Agony (2003)
- コンサイン・トゥ・オブリヴィオン - Consign To Oblivion (2005)
- The Score - An Epic Journey (2005・サウンドトラック)
- The Road To Paradiso (2006・コンピレーション)
- ザ・ディヴァイン・コンスピラシー - The Divine Conspiracy (2007)
- デザイン・ユア・ユニバース - Design Your Universe (2009)
- レクイエム・フォー・ジ・インディファレント - Requiem For The Indifferent (2012)
- クォンタム・エニグマ - The Quantum Enigma (2014)[2]
- ホログラフィック プリンシプル - The Holographic Principle (2016年)

### ビデオ
- We will take you with us (2004)

### 客演
- アイーナ『デイズ・オヴ・ライジング・ドゥーム』
- キャメロット「ザ・ホーンティング (サムホエア・イン・タイム)」（『ザ・ブラック・ヘイロー』、『ワン・コールド・ウィンターズ・ナイト』収録）
- キャメロット「ブルーチャー」（『ゴースト・オペラ』収録）
- プライマル・フィア「エヴリタイム・イット・レインズ」（『ニュー・レリジョン』収録）
- エイリオン『（タイトル未定）』